# 유상섭
유상섭(1961년 - )은 대한민국의 목회자이며 신학자이다. 총신대학교에서 신약학 교수로 재직하였고, 서울 창신교회 담임 목회자이다. 성경해석학 분야의 전문가로 평가받는다. 총신대 신학과를 졸업하고 동대학원에서 공부하던 중, 미국 필라델피아 웨스트민스터 신학교로 유학을 가서 목회학 석사(M.div) 과정을 마친 후 박사 과정으로 들어가 성경해석학으로 박사 학위(Ph.D)를 받았다. 미국 뉴브론즈윅 신학교에서 교수로 재직하다가 귀국하여 1995년부터 16년간(2010년까지) 모교인 총신대학교에서 신약학 교수로 재직하였고, 2010년 6월부터는 현재까지 서초동 창신교회를 담임하여 목회하고 있다. 성경신학자 특유의 날카로운 학문적 통찰력과 더불어 말씀과 기도로 거룩한 삶을 살고자 노력하는 뜨거운 경건의 열정으로 강의를 통해서뿐만 아니라 실제 삶을 통해서도 제자들에게 큰 영향을 주었고, 목회자로 섬기고 있는 지금은 성도들에게 바른 신학과 해석으로 성경을 알기 쉽게 강해하며 설교하는 일에 주력하고 있다.

## 학력
- 총신대학교
- 미국 웨스트민스터 신학교 M.Div.
- 미국 웨스트민스터 신학교 Ph.D.

## 저서
- (사도행전에서 배우는) 제자들과 초대교회의 기도
- 예수님의 기도 : 누가가 발견한 초대교회의 비밀
- (누가복음에서 배우는) 예수님의 기도, 다함 2018
- 사도행전 : 나의 사랑하는 책, 성서유니온 한국성서유니온선교회 도서
- 사도행전 연구 경건
- 교회 갱신을 위한 분석 사도행전, 생명의말씀사
- 설교를 돕는 분석 누가복음 규장문화사 1998
- 예수님의 기도로 돌아가자 규장문화사 1997
- 성경핵심 이해하고 기도하기」(아르카)
- 나의 사랑하는 책 사도행전」(성서유니온선교회)

## 번역서
- 요한계시록 맥잡기 크리스챤출판사 2002 1 Peythress. Vern S.
- 영혼을 일깨우는 기도 생명의말씀사 2001 베넷, 아서 유

## 논문
- 두 여인에게 행해진 기적에 대한 세 관점(마 9:18-26; 막 5:21-43; 눅 8: 40-56) 한국복음주의신학회 2006 외

## 같이 보기
- 대한민국의 신학자 목록
- 대한민국의 목회자 목록